# Arturo Ortiz
Arturo Ortíz Santos, né le 18 septembre 1966 à Genève, est un athlète espagnol, spécialiste du saut en hauteur. 

## Biographie

### Palmarès
| Date              | Compétition                    | Lieu      | Résultat | Épreuve         | Performance |
| ----------------- | ------------------------------ | --------- | -------- | --------------- | ----------- |
| 4 mars 1990       | Championnats d'Europe en salle | Glasgow   | 2e       | Saut en hauteur | 2,30 m      |
| 15 septembre 1990 | Championnats ibéro-américains  | Manaus    | 1er      | Saut en hauteur | 2,21 m      |
| 25 juillet 1991   | Universiade                    | Sheffield | 2e       | Saut en hauteur | 2,31 m      |
| 17 juillet 1993   | Universiade                    | Buffalo   | 3e       | Saut en hauteur | 2,27 m      |
| 18 juin 1997      | Jeux méditerranéens            | Bari      | 2e       | Saut en hauteur | 2,26 m      |

### Records
| Épreuve                 | Performance | Lieu            | Date            |
| ----------------------- | ----------- | --------------- | --------------- |
| Saut en hauteur         | 2,34 m      | Barcelone       | 22 juin 1991    |
| Saut en hauteur (salle) | 2,31 m      | Saint-Sébastien | 18 février 1990 |